# 梁雲龍
梁雲龍（1528年—1606年），字會可，号霖宇，廣東瓊州府瓊山縣人，民籍，明朝政治人物。

## 生平
嘉靖四十三年（1564年）甲子科廣東鄉試第三十三名，萬曆十一年（1583年）癸未科會試第一百八十一名，登三甲第二百七十一名進士。吏部觀政，本年授兵部武库司主事，十六年貴州主考，十八年赴宣大行边，被经略鄭雒委派到河州一带招抚番族，又任巡抚叶梦熊的监军，十九年升员外郎，二十年（1592年）以功升山西井陉兵备副使，同年六月调任山东副使、整饬天津兵备道，二十二年六月升本省参政兼佥事、整饬开原等处兵备，次年调任陕西右参政，十月升陕西按察使、庄浪兵备，後因事辞官回乡。
播州杨应龙之乱，萬曆二十八年（1600年）二月起补为湖广右布政使兼佥事、整饬岳州九永兵备，负责督饷，二十九年三月以松山军功加升左布政使，三十二年閏九月升任湖广巡抚、都察院右副都御史，负责伪楚王案，三十四年四月病逝，次年赠兵部左侍郎。

## 家族
曾祖梁琛；祖父梁崑；父梁文懷。母馮氏。永感下。兄雲鵬、必大。弟必强（知縣）、雲鴻。有子梁思泰。